# Trujillo (Kolumbia)
Trujillo – miasto w Kolumbii, w departamencie Valle del Cauca.